# Protein Data Bank

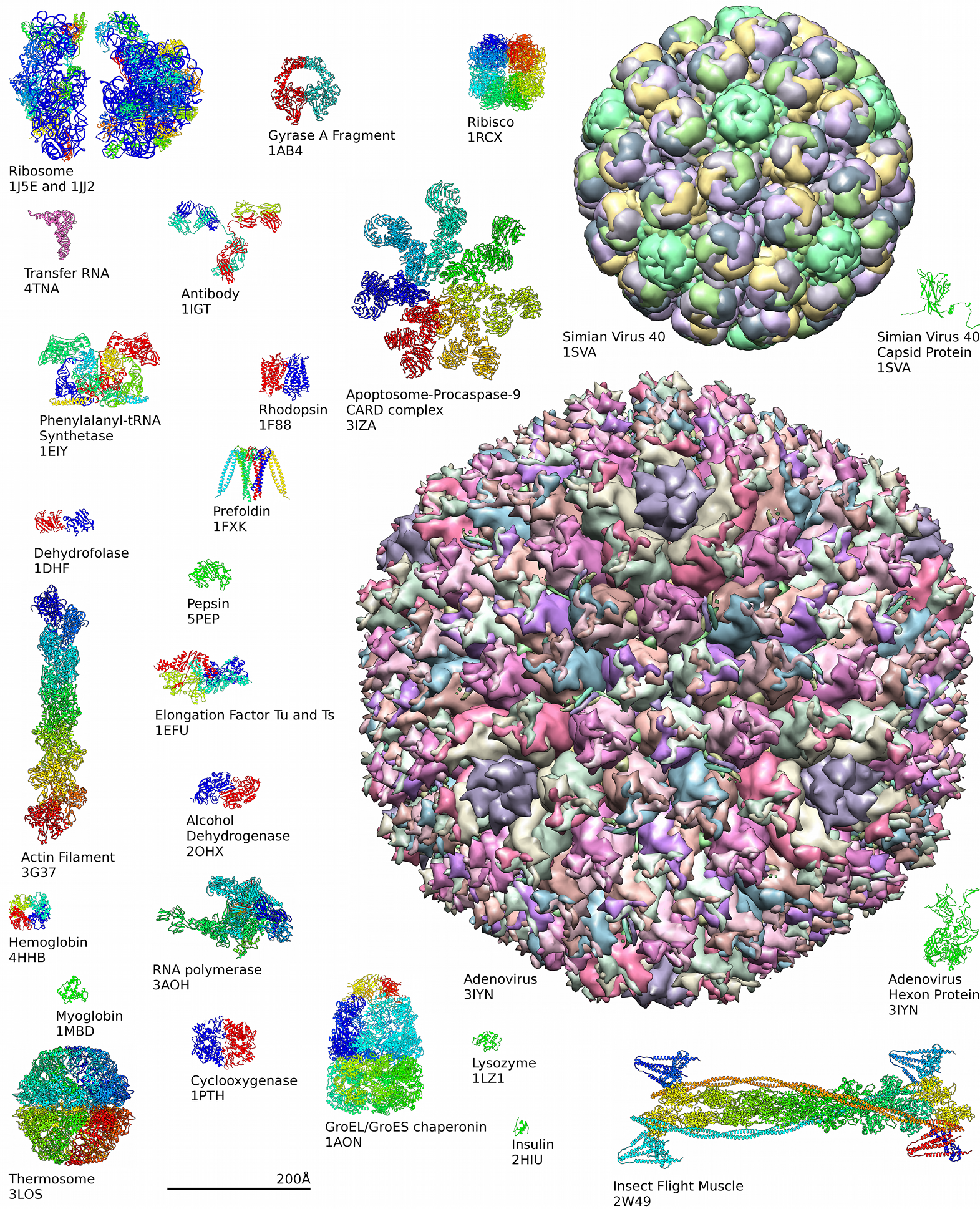
Esempio di struttura delle proteine dal PDB

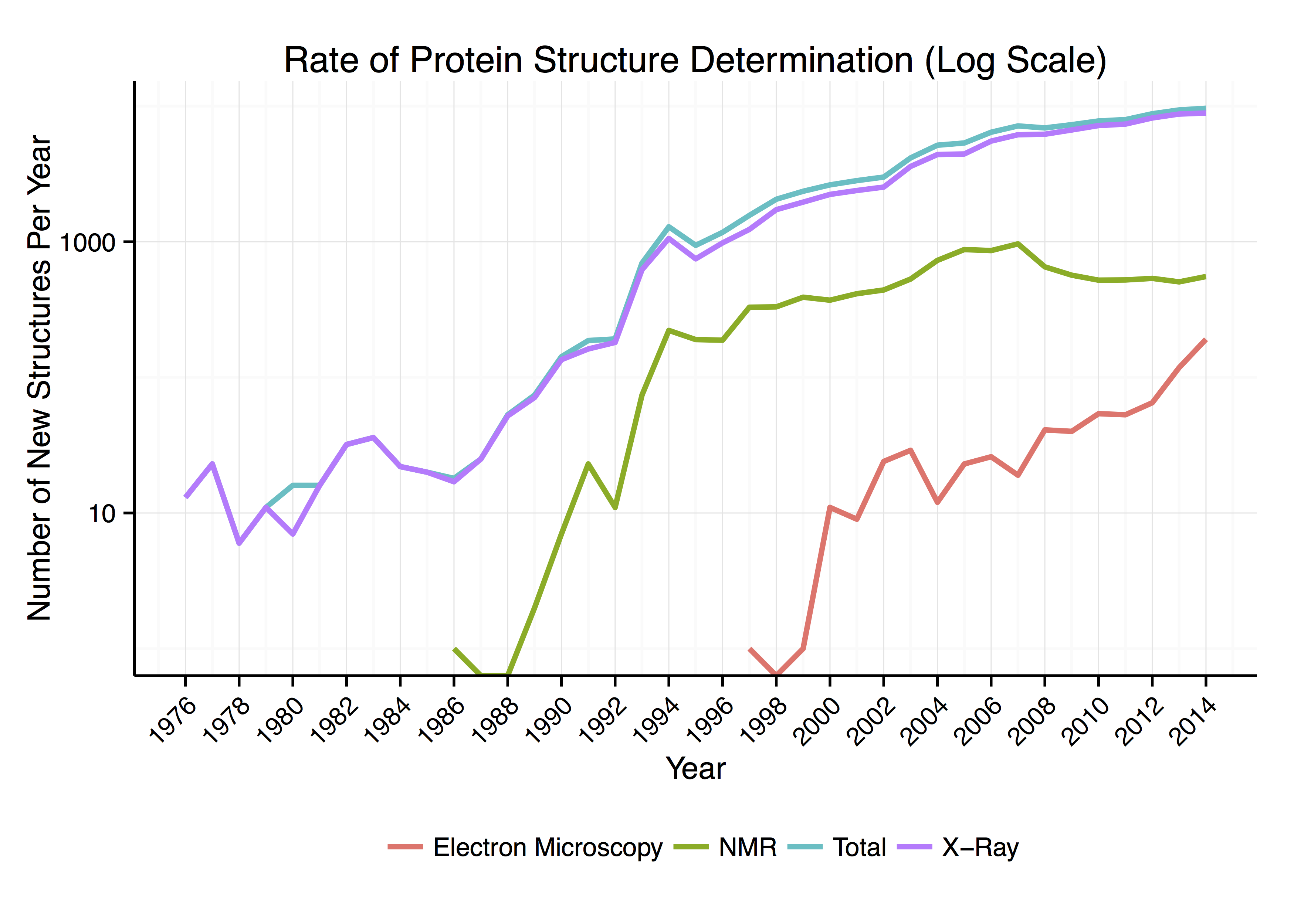
Tasso di determinazione della struttura delle proteine per metodo e per anno

Il Protein Data Bank (PDB) è un archivio per dati di struttura in 3-D di proteine e acidi nucleici. 
Questi dati, ottenuti soprattutto grazie alla cristallografia ai raggi X o alla spettrografia NMR, depositati da biologi e biochimici di tutto il mondo, sono di pubblico dominio e sono accessibili gratuitamente. Il database è il deposito centrale dei dati biologici di struttura.

## Storia
Fondata nel 1971 dal Brookhaven National Laboratory, la dirigenza del Protein Data Bank è stata trasferita nel 1998 a membri della Research Collaboratory for Structural Bioinformatics (RCSB).
Il Worldwide Protein Data Bank (wwPDB) consiste nell'organizzazione che si esplica nell'inserimento, nell'analisi dei dati e nella distribuzione dei centri di raccolta dati PDB. I membri fondatori sono PDBe (Europa), RCSB PDB (USA),  e PDBj (Giappone). 
Il gruppo BMRB (USA) si è unito al wwPDB nel 2006. La missione del wwPDB è di mantenere un unico archivio Protein Data Bank di dati di strutture macromolecolari che sia liberamente accessibile alla comunità globale.
Il PDB è una risorsa chiave nella biologia di struttura ed è fondamentale in alcuni recenti studi sui genomi strutturali.
Svariati database secondari e progetti sono stati sviluppati per integrare e classificare il PDB in termini di struttura funzione ed evoluzione delle proteine.

## Crescita
Quando il PDB fu fondato, conteneva appena 7 strutture proteiche. Da allora si è reso protagonista di una crescita pressoché esponenziale nel numero di strutture, che non mostra alcun segno di rallentamento.
La percentuale di crescita del PDB è stato oggetto di analisi molto attente.

## Contenuti
Il 26 dicembre 2010, il database ha raggiunto quota 70231 coordinate atomiche rilasciate, 64995 delle quali proteine, il resto formato da acidi nucleici, complessi acidi nucleici-proteine e alcune altre molecole. Circa 5000 nuove strutture sono rilasciate ogni anno. I dati sono immagazzinati in formato mmCIF specificamente sviluppato per lo scopo.
Nota che il database contiene informazioni sull'esatta posizione di tutti gli atomi in una grande biomolecola; se si è interessati solo alla sequenza dei dati, alla lista degli amminoacidi che formano una particolare proteina o alla lista dei nucleotidi che formano un particolare acido nucleico, è consigliabile l'utilizzo dei più completi database creati da Swiss-Prot e dall'International Nucleotide Sequence Database Collaboration.